# Karolina Romańczyk
Karolina Romańczyk (Gorzów Wielkopolski, 21 de julio de 1983) es una deportista polaca que compite en tiro, en la modalidad de rifle.
Ganó dos medallas en el Campeonato Mundial de Tiro de 2023 y dos medallas de plata en el Campeonato Europeo de Tiro de 2024.

## Palmarés internacional
| Campeonato Mundial | Campeonato Mundial | Campeonato Mundial | Campeonato Mundial                |
| Año                | Lugar              | Medalla            | Prueba                            |
| ------------------ | ------------------ | ------------------ | --------------------------------- |
| 2023               | Bakú (Azerbaiyán)  | Medalla de oro     | Rifle en pos. tendida 300 m       |
| 2023               | Bakú (Azerbaiyán)  | Medalla de plata   | Rifle 3 posiciones 300 m          |
| Campeonato Europeo |                    |                    |                                   |
| Año                | Lugar              | Medalla            | Prueba                            |
| 2024               | Osijek (Croacia)   | Medalla de plata   | Rifle 3 posiciones 300 m          |
| 2024               | Osijek (Croacia)   | Medalla de plata   | Rifle en pos. tendida 300 m mixto |